# Urgleptes clarkei
Urgleptes clarkei är en skalbaggsart som beskrevs av Chemsak 1966. Urgleptes clarkei ingår i släktet Urgleptes och familjen långhorningar. Inga underarter finns listade i Catalogue of Life.